# Ramiro Carballo
Ramiro Ernesto Carballo Henríquez (La Libertad, 16 marzo 1978) è un ex calciatore salvadoregno,di ruolo difensore.

## Caratteristiche tecniche
Era un terzino sinistro.

## Carriera

### Club
Comincia a giocare all'Alianza. Nel 2003 si trasferisce al San Salvador. Nel 2004 torna all'Alianza, in cui milita fino al 2009. Nel gennaio 2010 passa all'Isidro Metapán. Nell'estate 2010 viene acquistato dall'Universidad de El Salvador. Nel gennaio 2014 passa al Luis Ángel Firpo. Nell'estate 2014 si accasa alla Juventud Independiente. Nel 2016 viene acquistato dal Municipal Limeño.

### Nazionale
Ha debuttato in Nazionale nel 1999. Ha partecipato, con la Nazionale, alla Gold Cup 2007. Ha collezionato in totale, con la maglia della Nazionale, 16 presenze.